# Blarina południowa
Blarina południowa (Blarina carolinensis) – gatunek ssaka z rodziny ryjówkowatych występujący w południowo-wschodnich Stanach Zjednoczonych.

## Wygląd
Długość ciała wynosi 7,5-10,5 cm, masa ciała – 15-30 g. Futro szare, oczy i uszy niewielkie, bardzo ruchliwy nos. Od innych gatunków rodzaju Blarina odróżnia ją przede wszystkim obszar występowania, a także liczba chromosomów.

## Tryb życia
Prowadzą nocny tryb życia, dzień spędzają w wykopanych przez siebie norach. Żyją w stadach. Żywią się głównie żyjącymi w ziemi bezkręgowcami, ale czasami jedzą również warzywa i jagody.

## Rozmnażanie
Zwierzęta rozmnażają się dwa razy do roku – od marca do czerwca i od września do listopada. Ciąża trwa ok. 3-4 tygodni, samica rodzi 2-6 nagich, ślepych młodych. Matka karmi małe ryjówki przez 3 tygodnie. Zwierzęta osiągają dojrzałość płciową po 6-12 tygodniach. Najdłużej żyjący osobnik przeżył 33 miesiące.